# Loma Bonita
Loma Bonita è un comune del Messico, situato nello stato di Oaxaca.